# 特里普特尼亞
51°32′45″N 26°19′8″E / 51.54583°N 26.31889°E
特里普特尼亞（烏克蘭語：Трипутня），是烏克蘭西北部的村莊，隸屬里夫內州的薩爾內區。該村始建於1629年，面積1.07平方公里，海拔高度167米，2001年人口655。